# Highest Hopes
Pour les articles homonymes, voir Hopes.
Albums de Nightwish
Best Wishes
(2005)
Highest hopes est une compilation du groupe de Metal symphonique finlandais Nightwish, paru le 28 septembre 2005.

## Liste des chansons
| No  | Titre                       | Durée |
| --- | --------------------------- | ----- |
| 1.  | Wish I Had an Angel         | 4:05  |
| 2.  | Stargazers                  | 4:27  |
| 3.  | The Kinslayer               | 3:58  |
| 4.  | Ever Dream                  | 4:43  |
| 5.  | Elvenpath                   | 4:40  |
| 6.  | Bless the Child             | 6:12  |
| 7.  | Nemo                        | 4:36  |
| 8.  | Sleeping Sun (version 2005) | 4:24  |
| 9.  | Dead to the World           | 4:19  |
| 10. | Over The Hills and Far Away | 5:03  |
| 11. | Deep Silent Complete        | 3:57  |
| 12. | Sacrament of Wilderness     | 4:12  |
| 13. | Walking in the Air          | 5:28  |
| 14. | Wishmaster                  | 4:24  |
| 15. | Dead Boy's Poem             | 6:47  |
| 16. | High Hopes                  | 7:20  |